# Helias
Pour les articles homonymes, voir Hélias.
Genre
Le genre Helias regroupe des papillons de la famille des Hesperiidae et de la sous-famille des Pyrginae présents en Amérique, au Mexique et en Amérique du Sud.

## Dénomination
Helias Fabricius en 1807.
Synonymes : Achna Billberg, 1820; Diphoridas Godman et Salvin, [1896];

## Liste des espèces
- Helias cama (Evans, 1953) au Mexique.
- Helias godmani (Mabille & Boullet, 1917) au Mexique et en Équateur.
- Helias phalaenoides (Fabricius, 1807) au Brésil, en Paraguay et à Trinidad.
  - Helias phalaenoides  phalaenoides
  - Helias phalaenoides palpalis (Latreille, [1824]) au Brésil et au Pérou.

### Source
- funet